# Anes Omerovic
Anes Omerovic (20. května 1998) je rakouský fotbalista, který hraje jako obránce za First Vienna FC 1894.

## Klubová kariéra

### Mládežnické roky
Svou kariéru začal v FC Dornbirn 1913. V sezóně 2012/13 hrál za AKA Vorarlberg. V letech 2014–2016 hrál za akademii Aston Villy.
V lednu 2017 se vrátil do Rakouska, do SV Schwechat. Po konci sezóny klub opustil, aniž by odehrál jediný zápas.
Šest měsíců byl bez klubu, od ledna 2018 hrál za B-tým Austrie Vídeň. V březnu 2018 debutoval v Regionallize, v 74. minutě 21. kola sezóny 2017/18 proti ASK Ebreichsdorf střídal Manprita Sarkariu. Svůj první gól vstřelil v květnu 2018 proti FCM Traiskirchen.
Od ledna 2019 hrál za svůj první mládežnický klub, FC Dornbirn 1913.
V září 2020 přestoupil do FC Winterthur, který hrál Swiss Challenge League. Podepsal smlouvu do června 2022.
V sezóně 2021/22 hrál znova za Dornbirn.
Od ledna 2022 byl hráčem FC Vaduz. Po sezóně 2022/23 klub opustil.
Od sezóny 2023/24 hraje za First Vienna FC 1894, kde podepsal smlouvu do roku 2025.

## Reprezentační kariéra
Za mládežnické reprezentace Rakouska hrál poprvé v roce 2013. V srpnu 2014 debutoval za reprezentaci U17. V listopadu 2015 odehrál svůj jediný zápas za reprezentaci U18 let proti Itálii.

## Úspěchy

### Vaduz
- Lichtenštejnský fotbalový pohár: 2021/22